# 先生を消す方程式。
『先生を消す方程式。』（せんせいをけすほうていしき。）は、2020年10月31日から12月19日までテレビ朝日の「土曜ナイトドラマ」枠で放送されたテレビドラマ。全8話。主演は田中圭。
キャッチコピーは「私を殺したいですか? そういうの嫌いじゃないです」。

## 概説
2020年10月期の「土曜ナイトドラマ」枠作品で、鈴木おさむによるオリジナル脚本作品。
今作品より「土曜ナイトドラマ」は、23時 - 23時30分へと枠移動し、放送時間もこれまでの50分から30分に縮小する。
AbemaTVでは、最終回以降の物語を描くフライングドラマ『頼田朝日の方程式。-最凶の授業-』が独占配信されている。

## あらすじ
ある日、名門私立高校・帝千学園の3年D組の新担任に数学教師の義澤経男が就任する。東大進学率も高い都内有数の進学校である帝千学園において、3年D組は成績優秀な生徒が集められたクラスであるが、これまでこのクラスの担任を務めてきた教師たちは次々とメンタルに不調をきたし、半年の間に3名の教師が辞職に追い込まれたいわく付きのクラスであった。実はこのクラスは官僚やセレブなど裕福でハイステータスな保護者を持つ藤原刀矢、長井弓、大木薙、剣力の4人からなる4Cと呼ばれる生徒グループのうち、刀矢以外の3人が親の権力を笠に着て好き勝手に振る舞っており、彼らが自らの手を汚すことなく担任教師を追い詰め壊れていく様をゲーム感覚で楽しんでいた。次々と担任が辞職する厄介この上ない3年D組であるが、義澤は敬遠することなくなぜか自ら志願してD組の担任に就任する。
刀矢以外の4Cの生徒たちはいつものように意地悪な発言や質問で義澤を精神的に追い込んで潰そうとするが、彼は「笑顔でいれば幸せはついてくる!」をモットーに生徒たちと接し、へこたれる様子が無い。精神攻撃にへこたれない義澤に対し、彼らは次は物理的な攻撃を行い義澤を負傷させるが、そのような状況になってさえも義澤はなぜかニコニコして怒りを向けることはなかった。そんな義澤であるが、なぜか4Cの生徒たちのプライベートな情報を熟知しており、そのことをにおわせて彼らを動揺させる。精神的な攻撃も物理的な攻撃にも動じず、自分たちの知られたくないプライベートな情報を知る義澤を不気味に感じた4Cの生徒たちは3年D組の副担任・頼田朝日のけしかけもあり遂に一線を越え、義澤を抹殺しようと完全犯罪を企て義澤の命を狙おうとする。

## キャスト

### 主要人物
義澤経男（よしざわ つねお）〈35 〉
演 - 田中圭
本作品の主人公。帝千学園3年D組の新担任。担当科目は数学。義澤経男という名前から義経と呼ばれることもある。
過去に何名も退職に追い込まれている3年D組の担任に自ら志願し就任している。「笑顔でいれば幸せはついてくる!」をモットーに、生徒たちからどんなに意地悪な発言や質問をされても笑顔を絶さず、物理的に攻撃され怪我をしてもニコニコしている。生徒たちのプライベートな情報をなぜか熟知しており、生徒たちを笑顔で指導する。口癖は「そういうの嫌いじゃないです 」。
恋人の静を階段から突き落として負傷させ、昏睡状態に陥れた犯人と目星をつけた頼田が勤務する帝千学園に彼が犯人である決定的な証拠を掴むために赴任しており、それと同時に、担任となった3年D組で複雑な親子関係などから心に闇を抱えた4Cの生徒たちのプライベートな情報を収集して心を歪ませた原因を探りあて、数学教師として編み出した独自の方程式を用いて彼らの心の更生にも尽力する。
頼田が4Cの生徒たちに静を負傷させたことを明かした様子を弓に預けたICレコーダーで録音してもらったことで、遂に頼田が犯人である決定的な証拠を掴むが、呼び出された裏山に掘られた落とし穴に落ちそうになった伊吹を助けるために無防備となったところを頼田に胸をナイフで刺されて意識不明となり、そのまま頼田に命令された4Cの生徒たちと伊吹に落とし穴に埋められてしまう。
頼田により葬り去られ、周囲には行方不明になったと言い回られるが、自分のせいで義経が命を落としたと後悔していた伊吹が無駄だと思いつつ義経が埋められた裏山でネクロマンシーの秘術で義経の蘇生を試みたところ、地面に突き刺したナイフに雷が落ち、落雷のショックで目覚め、土中から自ら這い上がりゾンビとして復活を遂げる。
ゾンビ化して蘇るものの記憶が錯綜しており、生前に学園で自分に攻撃を仕掛けて来た人物たちの断片的な記憶を元に、彼らが自分を殺そうとした相手と本能的に判断し、逆襲のため4Cの生徒たちに襲い掛かるが回避されてしまう。その翌日、学園の天井裏に潜伏し頼田や4Cたちを襲う機会を伺っていたが、頼田に天井裏に居る気配を感じ取られ、「刃物を持った不審者が学園に潜伏している」と警察に通報され機動隊に学園内を捜索されることになる。催涙ガスを使われても影響がなく警察の捜索を上手く回避し、機動隊が引き上げた後に頼田や4Cの生徒たちを襲撃するが、その際、伊吹から「そんなことをしても静先生は喜ばない」と訴えられ、静のことを思い出したことで記憶が元通りになり、4Cの生徒たちを襲うことを止める。
正気を取り戻した後、夜の帝千学園の教室に4Cの生徒たちを呼び出し、彼らが自分を殺そうと襲い掛かったことを認めさせた上で、一度犯した罪は消せるものでなく、都合の悪いことは消せるとは考えず、刀矢には6歳の時に妹を殺めてしまった罪に向き合い本当に強く賢い男になれと諭し、残りの4Cの生徒たちに刀矢が罪に向き合うことを助けてあげて欲しいとお願いして、彼らが刀矢に寄り添い全員仲直りしたことで刀矢が過去の罪を反省し、改心させることに成功する。
刀矢の改心後、ロリータ・ファッションのドレスを着せた昏睡状態の静を車椅子に乗せ人質にした頼田が教室に現れ、静を階段から突き落としたことを自分勝手な言い分で正当化され一方的な暴力を受け、義経を守ろうとした刀矢も暴力を振るわれ、遂には刀矢に義経をナイフで刺し殺せと命令されてしまう。そのため、刀矢に刺される前に4Cの生徒たちに最後の授業がしたいと頼田に持ち掛け、愛することを知った人間は人に優しくなれ、静が昏睡状態になってからは全力で生徒たちと向き合い、その生徒を傷つけてでも自分自身が立っている場所を気づかせてあげたいと思うようになり、静以外にも愛すべき人たちが沢山いることに気付け、君たちに会えて幸せで、恨みはなく、愛してると伝える。
その際、義経に示された方程式は「人生 × 愛すること ＝ 地獄」
静が人質のため頼田への反撃は不可能かと思われたが、「静はこうすることを望むはず」と自ら愛する静の人工呼吸器のチューブを抜管し、足枷となっていた静から解放され頼田に反撃を開始する。生徒から教師への教育という名目のもと、警察に静への傷害事件を自首して罪を償う気が無ければ刀矢たちに頼田をいじめさせ、これまでの犯罪をネットに拡散し孤独に生きるしかないようにすると頼田に圧力をかけ屋上に追い込み、高校時代にいじめで孤独を嫌というほど味わった頼田は孤独を恐れ、罪を反省し許しを乞い義経に近づくが、やはり本当には反省しておらず義経を攻撃しようとしてナイフを振り上げるが、ナイフに落雷して大ダメージを受け床にひれ伏し動かなくなり、義経は図らずも頼田への復讐を成し遂げる。
4Cの生徒たちには警察には頼田に殺されそうになったということだけを通報するようにと告げ、自身はゾンビ化して普通の生活はできないと悟ったことから、生徒たちに最後の別れを告げ、愛する静の亡骸とともに森でひっそりと生活すると決める。静の遺体を埋葬し、墓標の代わりに花を植えるとそこに落雷し、義経と同様に静がゾンビ化して蘇ったことから生前交わすことのできなかった「いってきます」のキスを彼女と交わし、ゾンビの体になりながらではあるが静と結ばれる。

### 帝千学園
名門私立高校で、東大進学率60%を誇る都内有数の進学校。校訓は自律・礼節・英知。

#### 3年D組・生徒
帝千学園の中でも成績優秀な生徒が集まるクラス。裕福でハイステータスな親を持つ4C（フォー・シーまたはフォー・セレブ）と呼ばれる4人の生徒たちのうち、刀矢以外の3人が親の権力を笠に着て好き勝手に振る舞っている。
藤原刀矢（ふじわら とうや）
演 - 高橋文哉 （幼少期：宇陽大輝）
4Cの一人。学園一の優等生。教師に反抗的な生徒たちの中で唯一常識的な態度を取り、義澤を追い詰めようとする生徒たちを止めようとする。父親が検察のトップ。
表向きは優等生を演じているが、裏では4Cのリーダーとして残りの3人を仕切っており、義経に屈した力を叱責し顔を平手打ちするなど暴力的かつ激情的な一面を持ち合わせている。頼田からけしかけられ、自分たちにとって不都合な存在である義経を消す＝殺すことを提案する。
6歳のころ、自分より両親に可愛がられていると嫉妬して3歳下の妹を波止場から海に突き落として殺害しており、保身からそのこと他言しないように父に言われたことを逆手に取り、弱みを握った父を言いなりの状態にしている。
義経から現在の自身の状態を、自分が賢いと思っている人間は権力を与えられたとき、世の中のためでなく自分が一番上になるためにその力を使うが、そのような人間は自分が住む世界から外へ出た時、いつの間にか自分よりも賢い人間と出会いコントロールされていることに気づかない馬鹿だと諭されるが、そのことを認めることが出来ず義経をナイフで刺そうとしたため、刀矢の様子を察知した頼田が「生徒を馬鹿呼ばわりするのは駄目だ」と義経に殴りかかって刀矢から引き離したことで未遂に終わる。
義経に示された方程式は「賢いと思っている人 × 力 ＝ 馬鹿」
義経を裏山に埋めた後、義経がホームルームで注意したことを自分たちの親に謝罪に現れ、同時に子供たちと正直に向き合って欲しいとお願いされていたことを知った弓、薙、力たちが「義経は良い先生だったかもしれない」と思い始めたことから、義経を裏山に埋めたことを警察に自首すると3人に言われたため、その動きを止めるために頼田の横槍もあり、3人のうち一番影響力の強い弓を消す＝殺すことを計画し彼女を深夜の学園に呼び出すが、死んだはずの義経が目の前に現れたことから学園内を逃げ回り未遂に終わる。
錯乱状態から正気を取り戻したゾンビ化した義経から他の4Cの生徒ともども夜の帝千学園の教室に呼び出され、4Cの生徒が義経を殺そうと襲い掛かったことを認めさせられた上で、義経から「人生はリセットなどできず、一度犯した罪は消せないので都合の悪いことは消せるとは考えず、6歳の時に妹を殺めてしまった罪に向き合い、賢く見せようとするのではなく全力で一生苦しんで、本当に強く賢い男になれ」と諭される。また、義経は残りの4Cの生徒たちにそんな刀矢が罪に向き合うことを助けてあげて欲しいとお願いし、彼らは刀矢に寄り添ったことで全員仲直りして、過去の罪を反省して改心する。
その際に義経に示された方程式は「犯罪を犯した人生 × 償い ＝ 結局、犯罪者」「人 － 命 ＝ 思い出」
ゾンビ化した義経が人里を避けるため森に行く前に「自分の後悔は一生消えることはない。沢山の愛を知って本当のリーダーになれ」と告げられる。
長井弓（ながい ゆみ）
演 - 久保田紗友
4Cの一人。人気インフルエンサーの女子生徒。どこか達観したところがある。東大理三に合格確実と言われている。母親が有名な女医。
母が自身が思いを寄せていた家庭教師の瀧と肉体関係を持っていたことを知り、傷ついた時に刀矢に慰められたことから彼に恋心を抱いており、刀矢に気にいられるために義経を消すことを決意する。その際、頼田に義経が自殺をしたように偽装するよう入れ知恵をつけられ、能面を被り正体を隠して義経を襲撃し、薙や力と3人で義経の首をロープで吊り上げ首つり自殺をしたように偽装する。しかし仮死状態から命を取り留めた義経が登校し目の前に現れ、自分を捨てて好きな男に気に入られるように振る舞っても、好きな男は振り向いてはくれないその有様は母親と同じく無様であると、暗に刀矢に気に入られるために自分を見失うなと諭される。
義経に示された方程式は「恋（人生－自分）＝ 無様」
薙や力の3人で義経の首を吊り上げた様子を写真で撮影されており、そのことを不問とすることと引き換えに頼田が恋人の静を負傷させた張本人である証拠を掴むようICレコーダーを渡されており、頼田が静を負傷させたと明かした様子を録音し、義経にその証拠を渡している。
ゾンビ化した義経が人里を避けるため森に行く前に「沢山恋をしろ｡ 無様でいい。沢山恋して傷つけばきっと愛にたどり着く。その時の弓は最高にきれいだ」と告げられる。
大木薙（おおき なぎ）
演 - 森田想
4Cの一人。スクールカーストの上位に位置し、その地位にしがみつこうとしており、自分より下位のD組の女子生徒にマッチングアプリで“パパ活”で金銭を稼がせ、友人関係を続けることと引き換えに稼いだ金を巻き上げていた。父親が人気飲食チェーン「餃子ライフ」の社長であったが、問題を起し会社を追放されたことから社会的ステータスを失う。父の失脚を知った弓から友人関係を解消することをちらつかされ、その弱みを頼田に付け込まれ「義経を消して4Cの役に立てば友人関係を続けられる」と吹き込まれたことから義経を階段から突き落とし重傷を負わせる。しかし重傷を負いつつも学校に現れた義経から「自身を偽ってまで友人関係を続けることなど意味がない」と諭される。さらに階段から突き落とした犯人であることを気付かれていながらも「友人がいなくなっても俺が傍にいる」と握手を求められ、その求めに応じ握手し返したことから「仲直り!」と義経から階段への突き落としの件を不問にされる。
義経に示された方程式は「人生 － 友達 ＝ 幸せ」
義経を消すことに失敗してからは頼田に義経の弱みを探るように指示され、義経の恋人、静が昏睡状態で入院していることを突き止める。
ゾンビ化した義経が人里を避けるため森に行く前に「何もなくなった時に残ったものを信じろ。そこにある愛を死ぬほど大切にしろ。そこから また沢山の花が開く」と告げられる。
剣力（つるぎ りき）
演 - 高橋侃
4Cの一人。暴力でほかの生徒を支配しようとする男子生徒。父親が大手ゼネコンの社長で、おじが政治家。
10歳年上の兄がいるが、父・賢治から過度に期待されたプレッシャーに押しつぶされひきこもりとなり、父親から失敗作の烙印を押されてしまい、次に父親から兄の分も期待された自分も失敗作と思われるのではないかというストレスから学園の同級生に暴力をふるっていた。
義経に因縁をつけ土下座をさせたうえ教室の床を舐めさせるが、その様子を義経が録画しており、生徒から教師へのパワハラで訴えれば未成年の力の代理で父親が法廷に出席することになり、義経へのパワハラ動画をネット拡散すれば株主総会を控える父親に迷惑がかかるのではと脅迫され、逆に義経に対する非礼な態度の謝罪を求められ屈服し、義経に謝罪する。
刀矢には自身が起こした事件を検察のトップである刀矢の父にもみ消してもらった貸しがあり、逆らうことが出来ない。
ゾンビ化した義経が人里を避けるため森に行く前に「力で開かない扉は沢山ある。その扉が開くとしたら知恵と… 愛だ」と告げられる。
伊吹命（いぶき めい）
演 - 秋谷郁甫
ひきこもりの男子生徒。父親の死後ひきこもりとなり、黒魔術やネクロマンシーなどのオカルトに傾倒していたが、それは亡くなった父親を生き返らせることが出来ないかと本気で考えていたためであった。恋人の静を昏睡状態から回復できないかと同様にオカルトに傾倒したことがある義経はバカにせず自分のことを理解してくれたことから彼を信用できる教師と考え、義経を慕って再び登校するようになる。
刀矢に呼び出された義経のことを心配し密かに頼田と4Cが待ち受ける裏山に様子を見に行くが、頼田たちが準備していた落とし穴に落ちそうになり義経がそれを助けようとしたため、無防備になった義経が頼田にナイフで刺される原因を作ってしまう。
義経を死なせてしまったことを悔やみ、無駄だとは思いつつも義経が埋められた裏山で義経を生き返らそうとネクロマンシーの秘術を試みたところ、地面に突き刺したナイフに落雷し、仮死状態で土に埋められていた義経を落雷のショックでゾンビとして蘇生させる。
記憶が錯綜し、頼田や4Cの生徒たちに襲い掛かろうとする義経に「そんなことをしても静先生は喜ばない」と訴え、その言葉で義経が静のことを思い出したことで記憶が元通りになり、義経が4Cの生徒たちを襲うのを制止することに成功する。
ゾンビ化した義経が人里を避けるため森に行く前に学園に駆け付け、義経から「弱さを知る者が一番強い」と告げられ、伊吹のおかげでゾンビとしてではあるが蘇り、二度生き返れたことを感謝される。
宮下加奈（みやした かな）
演 - 榊原有那
弓や薙と友だちでいたいがために薙に促されマッチングアプリで“パパ活”で稼いだ金を渡しているが、内心は現状から抜け出したいと思っていたところ、薙の父が会社社長から失脚したことを知り、もう友人関係を続ける必要がないと薙を見限り友人関係を解消すると宣言する。
早川京子（はやかわ きょうこ）
演 - 川瀬莉子
人気インフルエンサーの弓に憧れており、少しでも彼女に近づきたいと思っている。
玉木譲（たまき ゆずる）
演 - 田中亨
暴力でクラスを牛耳る力に逆らえずにいたが、義経によって力が父親からのプレッシャーでストレスを受けていることを知り「かわいそうだね」と憐みの言葉をかけ、力の暴力に屈しなくなる。
安岡文乃（やすおか あやの）
演 - 横島ふうか
弓たちに協力し、女子生徒が倒れていると義経を学校の裏庭に誘導する。
坂野愛佳（さかの あいか）
演 - 山根愛
矢島つぐみ（やじま つぐみ）
演 - 大森つばさ
松永春希（まつなが はるき）
演 - 吉田晴登
宮本工（みやもと こう）
演 - 奥村皐暉
いいだ ゆう
演 - 桜木優衣
あらい しょうや
演 - 庄八（ホイップクリーム）
なかい つばさ
演 - 高崎凌

#### 教師
頼田朝日（よりた あさひ）〈27〉
演 - 山田裕貴
3年D組の副担任。
短期間でメンタルに不調をきたして退職していった歴代の担任を見ており、新担任になった義澤のことを気にかける。右の額に高校時代にできた古傷があり、ストレスや不安を感じると頭痛の症状が現れる。その際の口癖は「うずくな〜」。
表向きは義経を慕っている素振りを見せるが、裏では4Cの生徒たちをけしかけ、義経を消す＝殺すように仕向けており、良心の呵責もなく生徒に対して暴力を振るったり、殺人などの犯罪行為も平然と行う反社会的な行動傾向がみられる。
高校時代、学校で暴力を伴ういじめを受けており、担任だった義経の恋人・静からいじめを克服しようと励まされ、そんな静に好意を抱いていたが、いじめの首謀者・平岡から命令され、帰宅中の静を階段から突き落とし負傷させている。そのことを4Cの生徒たちに明かした様子を義経に頼まれた弓がICレコーダーで録音しており、静に危害を加えた証拠を義経に掴まれるが、落とし穴に落ちそうになった伊吹を助けようとして無防備になった義経の胸をナイフで突き刺し、意識不明となった義経をまだ脈拍がありながら「死んでいる」とウソをつき、4Cの生徒たちと伊吹に命じて落とし穴に埋めさせて証拠隠滅を図り、義経がいなくなったのは自業自得なので彼らに義経殺害の件は他言無用だと釘を刺す。
学校には義経が失踪して連絡が取れなくなったと言い回り、義経がいなくなった途端、義経がホームルームで生徒を注意する暴走を止められなかったと詫びをいれ、責任を取るため教師を辞任すると言いだし生徒たちから同情を引きだす。そして辞任を引き留める生徒たちにD組の担任になることで責任を取ると宣言し、3年D組の生徒たちからの要望であると校長の佐倉に話を取りつけD組の新担任に就任し、生徒たちに自分のことを本名の頼田朝日に因んで頼朝と呼ぶようにアピールする。
入院中の静のもとを訪れ、静の母に義経から「暫く旅に出ると連絡があった」と嘘をつき、静の母が看護師に呼ばれ病室に静と二人きりになると、昏睡状態で意識のない静の横たわるベットの上で彼女に横並びとなり、キスをするなど変態的な行為をエスカレートさせる。
義経に襲われた刀矢たちから翌日、義経が生き返ったことを聞かされても「死んだ人間が蘇るはずがない」と反論していたが、天井のクーラーから血が滴ったことから気配を感じ、天井裏に義経が潜んでいることに感づく。その際、刀矢から「あんたが義経を殺した」と問い詰められるが、裏山で義経を刺して脈拍を計った時に脈がないと嘘をついていたことを打ち明け「まだ息があった義経を生き埋めにした刀矢たちが『殺人犯』だ」と4Cの生徒たちに罪を擦り付ける。
義経の存在に気付くと「刃物を持った不審者が学園に潜伏している」と警察に通報し機動隊を動員させ義経を追い込むが、巧妙に回避されてしまい機動隊に引き上げられてしまう。その後、義経から襲われるが隠し持っていたスタンガンで逆襲して義経を気絶させ攻撃を切り抜け、気を失っている義経を確実に消すために焼却炉で焼き殺そうとするが、予想以上に早く義経が目覚め再び襲い掛かってきたことからその場から一旦退散する。
夜の帝千学園に呼び出された4Cの生徒たちが義経の夜の授業で改心させられた後、ロリータ・ファッションのドレスを着せた昏睡状態の静を人質として車椅子に乗せて教室に現れる。
「勇気－正気＝恐怖」の方程式を示し、高校2年の時に静を階段から突き落としたのはいじめの首謀者であった平岡に恐怖を植え付けいじめを克服するための行為であったと正当化し義経を激怒させ殺意を抱かせるが、立場が分かっていないと静の人工呼吸器のチューブを外すと脅して義経に土下座を強要し、土下座した義経を一方的に殴る蹴るの暴力を振るう。また、頼田の暴力から義経を守ろうとする刀矢に対しても静を人質にして、義経を刺し殺せとナイフを与え命令したため、刀矢は義経を刺すと見せかけて頼田をナイフで攻撃するが、防刃チョッキを着用しており、攻撃をかわし、逆に刀矢を攻撃しダウンさせる。
静を人質にして義経たちが抵抗できない状態にしていたが、「静はこうすることを望むはず」と義経が静の人工呼吸器のチューブを抜管し、足枷がなくなった義経から反撃され、生徒から教師への教育という名目のもと、警察に静への傷害事件を自首して罪を償う気が無ければ刀矢たちにいじめさせ、これまでの犯罪をネットに拡散し孤独に生きるしかないようにすると圧力をかけられ屋上に追い詰められる。高校時代にいじめで孤独を嫌というほど味わったことから孤独を恐れ、罪を反省し許してほしいと義経に近づくが、やはり本当には反省しておらず義経をナイフで攻撃しようとしナイフを振り上げたところ、ナイフに落雷し大ダメージを受けて屋上の床にひれ伏し動かなくなる。

安田町子（やすだ まちこ）
演 - 奥山かずさ （第1話 - 第3話・第5話）
養護教諭。
義澤と副担任の頼田がじゃれあっている姿に萌え、二人の会話に加わろうとする。
義澤に自分のことを「マチコ先生」と呼ばせる。
佐倉清（さくら きよし）
演 - 手塚とおる（第1話・第5話・第7話）
校長。次々と担任が辞める3年D組に、義澤を迎え入れる。
行方不明となった義澤の後任となるよう、生徒たちから要望が出ていると頼田から話を取りつけられ、頼田をD組の新担任に任命する。

#### 3年D組・生徒の保護者
長井華（ながい はな）
演 - 青山倫子（第1話・第3話 - 第5話）
弓の母親。藍沢大学医学部付属病院の脳神経外科医。テレビ番組でコメンテーターを務めるなど有名な女医。DVを働く旦那と離婚して、医師として働きながら母子家庭で弓を育て上げた。
弓が好意を抱いていることを知りながら弓の家庭教師・瀧と肉体関係を持っており、そのことを知ってしまった弓を傷つけている。
弓のことを無様だとホームルームの時間に注意したことを病院を訪れた義経から謝罪されるが、同時に娘を裏切っていたことに向き合って謝罪すべきだと忠告されており、その言葉に反省して弓に謝罪している。
義経に示された方程式は「（無様 × 認める）継続 ＝ 格好いい」
薙の父
演 - 真鍋誠志（第2話）
人気飲食チェーン「餃子ライフ」の社長であったが、会社で問題を起し追放される。
弓の母・華と同様、薙に注意したことを義経から謝罪されると同時に子供と正直に向き合うよう忠告されており、義経の言葉に反省して薙と正直に接するようになる。
薙の母
演 - 松本享子（第2話）
経営がうまくいかず社長を交代することになったと言葉を濁した夫を、問題を起し会社を追放されたと娘の薙に本当のことを教える。
藤原正和
演 - 矢島健一（第3話・第4話）
刀矢の父。検察のトップ。幼少期に刀矢が妹を波止場から海に突き落とし命を殺めたことを保身のために隠蔽しており、現在ではそのことを刀矢に逆手に取られ、秘密をばらされることを恐れ自分の息子の言いなりになってしまっている。

### その他
前野静（まえの しずか）
演 - 松本まりか
義澤の恋人。都立保路川高校の元教師。
結婚を前提に義澤と同棲しており、勤務する高校の教え子であった頼田をいじめから守っていたが、いじめの首謀者である平岡から命令された頼田に階段から突き落とされ首の骨を折る重傷を負う。現在は昏睡状態で気管切開し人工呼吸器を装着されたうえ藍沢大学医学部付属病院に入院しており、人工呼吸器無しでは生きていけず、医者からは意識を回復する見込みがないと言われている。
昏睡状態になる前、問題のある生徒のことを愚痴る義経に対し「どんなに腹が立つ生徒がいても、ひどいことをされても私は恨まない｡みんなに教えてあげられることを精いっぱいやってあげたい」と言い切れる教師になりたいと、自身が目標とする教師像を語っており、そのことが義経が4Cの生徒たちを更生させようとする原動力となっている。
刀矢が改心した夜の教室に頼田によってロリータ・ファッションのドレスを着せられ人質として連れてこられるが、「（生徒たちを守るため）静はこうすることを望むはず」と、人質の足枷から解放されるため、義経に人工呼吸器のチューブを抜管され息絶える。
ゾンビ化して普通の生活はできないと悟った義経が、愛する静の亡骸とともに森でひっそりと生活すると決め、静の遺体を埋葬するが、墓標の代わりに植えた花に雷が落ち、義経と同様にゾンビとして蘇り、生前交わすことのできなかった「いってきます」のキスを交わし、ゾンビの体になりながらではあるが義経と結ばれる。

### ゲスト
第2話
静の母親
演 - 赤間麻里子 （第3話・第5話）
静が階段から突き落とされ負傷し、人工呼吸器無しでは自発呼吸ができず、意識を回復することもないと義経に伝える。
第3話
瀧信二
演 - 溝口琢矢
弓が好意を抱いていた家庭教師。弓の母・華と肉体関係を持っていた。
藤原美香
演 - 吉原悠莉（第4話）
刀矢の3歳年下の妹。自分より両親に可愛がられていると嫉妬した6歳の刀矢に波止場から海に突き落とされ命を失っている。
第5話
平岡秀次
演 - 庄野崎謙（最終話）
頼田の高校時代の同級生。いじめの首謀者で頼田を暴力で脅して金銭を巻き上げており、そのことを注意する静を殺すように頼田に命じたため、断った際の暴力による報復を恐れた頼田が静を階段から突き落とす切っ掛けを与えている。頼田が静を階段から突き落とし、本当に殺そうとしたことから頼田の狂気に恐れをなし、以降は逆に頼田から金銭を差し出すよう脅されるようになり立場が逆転する。
頼田をいじめていた生徒たち
演 - 竜太朗、金田卓也 、石原秀和（グランドスラム）
平岡と一緒になって頼田をいじめていたグループの生徒たち。
看護師
演 - 小槙まこ
藍沢大学医学部付属病院の看護師。静の母に話があると病室から連れ出す。
第7話
機動隊
演 - 中松俊哉、阿邊龍之介、カンタ、トミー（水溜りボンド）
頼田に通報され帝千学園に潜伏している義経を不審者として学園内を捜索するが、催涙ガスを使うなどしても一向に発見されないために引き上げる。

## スタッフ
- 脚本 - 鈴木おさむ[1][2][3][4]
- 監督 - 小松隆志 、小野浩司、秋山貴人（テレビ朝日）
- ゼネラルプロデューサー - 横地郁英（テレビ朝日）
- プロデューサー - 秋山貴人（テレビ朝日）、遠田孝一（MMJ）、小路美智子（MMJ）
- 音楽 - HAL
- 主題歌 - 秋山黄色 「サーチライト」（EPIC Records Japan）[21]
- 医療監修 - 中澤暁雄
- 数学監修 - 西成活裕
- キャラクター協力 - 櫻木俊平
- 制作 - テレビ朝日、MMJ

## 放送日程
| 章                     | 各話   | 放送日   | ラテ欄                           | 演出     |
| ---------------------- | ------ | -------- | -------------------------------- | -------- |
| 第1章 義経、討伐編     | 第1話  | 10月31日 | 悪魔教師が名門高校をぶっ壊す!!   | 小松隆志 |
| 第1章 義経、討伐編     | 第2話  | 11月07日 | 鬼教師VS天才少女!! 命がけの授業  | 小松隆志 |
| 第1章 義経、討伐編     | 第3話  | 11月14日 | 恋に生きる美人JK VS 瀕死の教師   | 小野浩司 |
| 第1章 義経、討伐編     | 第4話  | 11月21日 | 第一章完結!! 先生、さようなら…   | 小野浩司 |
| 第2章 闇の義経、襲来編 | 第5話  | 11月28日 | 死んだ先生にまさかのことが…!?    | 小松隆志 |
| 第2章 闇の義経、襲来編 | 第6話  | 12月05日 | 復讐編!! 蘇った先生は誰を消す!?  | 秋山貴人 |
| 第2章 闇の義経、襲来編 | 第7話  | 12月12日 | 最終章!! 先生と恋人 死者の授業!? | 小野浩司 |
| 第2章 闇の義経、襲来編 | 最終話 | 12月19日 | 最終回!! 衝撃ラスト 先生、実は…  | 小松隆志 |

- 第6話はドラマスペシャル『逃亡者』第1夜の放送による特別編成のため、放送時間変更（23:40 - 深夜0:10）。

## その他
- 第7話に秋山黄色が歌う本作品の主題歌「サーチライト」のMVを動画クリエイターコンビ・水溜りボンドのカンタが佐藤寛太名義で監督した縁で、帝千学園で義経を捜索する機動隊役で水溜りボンドのカンタとトミーがカメオ出演している[23]。

## 配信ドラマ
『頼田朝日の方程式。-最凶の授業-』（よりたあさひのほうていしき さいきょうのじゅぎょう）のタイトルで、本編放送終了後からAbemaTVで独占配信。
3年D組の副担任、頼田朝日がタブレットに残した生徒たちに伝えたかった数々の”最凶の方程式”をレクチャーする“最凶の授業”が納められたビデオファイルに刀矢・弓・薙・力ら4Cの生徒たちが迫る。

### キャスト（配信ドラマ）
- 頼田朝日 - 山田裕貴
- 藤原刀矢 - 高橋文哉
- 長井弓 - 久保田紗友
- 大木薙 - 森田想
- 剣力 - 高橋侃

### スタッフ（配信ドラマ）
- 脚本 - 鈴木おさむ
- 制作著作 - テレビ朝日

### 配信日程（配信ドラマ）
| 配信回 | 配信開始日 | サブタイトル                | 演出 |
| ------ | ---------- | --------------------------- | ---- |
| #1     | 10月31日   | 『金銭力×行動力×知力=権力』 |      |
| #2     | 11月07日   | 『友情=需要×供給』          |      |
| #3     | 11月14日   | 『恋愛感情ー愛情=憎悪』     |      |
| #4     | 11月21日   | 『死ぬ=人ー命』             |      |
| #5     | 11月28日   | 『正義=信念+不正』          |      |
| #6     | 12月06日   | 『命=』                     |      |
| #7     | 12月12日   | 『復習×成功=虚無』          |      |
| #8     | 12月19日   | 『死=希望』                 |      |

- #6はドラマスペシャル「逃亡者 」第1夜の放送による特別編成のため本編放送終了が深夜0:10となったことに合わせ、配信開始日が土曜から翌日の日曜に変更となっている。